# 18672 Ешліаміні
18672 Ешліаміні (18672 Ashleyamini) — астероїд головного поясу, відкритий 20 березня 1998 року.
Тіссеранів параметр щодо Юпітера — 3,422.